# Joseph Galibardy
Joseph Deville Thomas „Joe“ Galibardy (* 10. Januar 1915 in Kalkutta; † 17. Mai 2011 in Walthamstow, London) war ein indischer Hockeyspieler.
Er war Mitglied der indischen Hockeynationalmannschaft, die 1936 bei der Sommerolympiade in Berlin die Goldmedaille gewann. Er spielte dort in fünf Spielen für Britisch-Indien auf der Position des Halfback.
1956 zog er mit seiner Familie nach England, wo er bis zu seinem Tod lebte.
Joseph „Joe“ Galibardy war der letzte lebende Spieler des olympischen Hockeyfinales 1936.